# Taylor Dearden Cranston

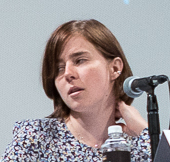
Taylor Dearden Cranston, 2018

Taylor Dearden Cranston (* 12. Februar 1993 in Los Angeles) ist eine US-amerikanische Schauspielerin. Sie ist die Tochter der Schauspieler Bryan Cranston und Robin Dearden.

## Leben
Cranston hatte ihren ersten Auftritt im Jahr 2010 in der Emmy-prämierten Serie Breaking Bad. Bekannter wurde sie durch ihre Hauptrolle als Ophelia Mayer in Sweet/Vicous und als McKenzie in 101 Ways to Get Rejected. Sie war darüber hinaus im Jahr 2012 Produzentin eines Kurzfilms und hat im Jahr 2015 bei einem weiteren Kurzfilm Regie geführt. Im selben Jahr schloss sie die University of Southern California erfolgreich ab.

## Filmografie
- 2010: Breaking Bad (Fernsehserie, Folge 3x01)
- 2011: Calling (Kurzfilm)
- 2012: Red Handed (Kurzfilm, Produzentin und Schauspielerin)
- 2013: The Fourth Wall (Kurzfilm)
- 2013: 101 Ways to Get Rejected (Script Supervisor)
- 2013–2014: 101 Ways to Get Rejected  (Fernsehserie, 18 Folgen)
- 2015: The Cigarette (Kurzfilm, Regie)
- 2016–2017: Sweet/Vicious (Fernsehserie, 10 Folgen)
- 2016: Smash Face (Kurzfilm)
- 2017: Heartthrob
- 2018: American Vandal (Fernsehserie, 8 Folgen)
- 2020: The Last Champion
- 2022: For All Mankind (Fernsehserie, 3 Folgen)
- 2023: Beschütze sie (The Last Thing He Told Me, Fernsehserie, Folge 1x04)
- 2023: Invincible – Atom Eve (Fernsehfilm, Stimme)
- 2025: The Pitt (Fernsehserie)

## Weblink
- Taylor Dearden bei IMDb

| Personendaten    | Personendaten                                |
| ---------------- | -------------------------------------------- |
| NAME             | Cranston, Taylor Dearden                     |
| KURZBESCHREIBUNG | US-amerikanische Schauspielerin              |
| GEBURTSDATUM     | 12. Februar 1993                             |
| GEBURTSORT       | Los Angeles, Kalifornien, Vereinigte Staaten |